# Cheval
Cheval és una concentració de població designada pel cens dels Estats Units a l'estat de Florida. Segons el cens del 2000 tenia 7.602 habitants.

## Demografia
Segons el cens del 2000, Cheval tenia 7.602 habitants, 3.407 habitatges, i 2.047 famílies. La densitat de població era de 439,4 habitants per km².
Dels 3.407 habitatges en un 30,5% hi vivien nens de menys de 18 anys, en un 47,8% hi vivien parelles casades, en un 8,9% dones solteres, i en un 39,9% no eren unitats familiars. En el 32,9% dels habitatges hi vivien persones soles el 6,3% de les quals corresponia a persones de 65 anys o més que vivien soles. El nombre mitjà de persones vivint en cada habitatge era de 2,23 i el nombre mitjà de persones que vivien en cada família era de 2,88.
Per edats la població es repartia de la següent manera: un 23,2% tenia menys de 18 anys, un 7,5% entre 18 i 24, un 37,5% entre 25 i 44, un 23,9% de 45 a 60 i un 7,9% 65 anys o més.
L'edat mediana era de 36 anys. Per cada 100 dones de 18 o més anys hi havia 91,7 homes.
La renda mediana per habitatge era de 46.888 $ i la renda mediana per família de 65.960 $. Els homes tenien una renda mediana de 45.551 $ mentre que les dones 29.161 $. La renda per capita de la població era de 32.444 $. Entorn del 2,5% de les famílies i el 4,9% de la població estaven per davall del llindar de pobresa.

## Poblacions més properes
El següent diagrama mostra les poblacions més properes.